# Hispaniolai majom
A hispaniolai majom (Antillothrix bernensis vagy Saimiri bernensis) az emlősök (Mammalia) osztályának főemlősök (Primates) rendjéhez, ezen belül a sátánmajomfélék (Pitheciidae) családjához tartozó egyik kihalt faj. Úgy gondolják, hogy a 16. században pusztult ki. A kihalás pontos ideje és oka még nem világos, de valószínűleg a fehér ember letelepedésének köszönhetően halt ki.
Korábban, úgy gondolták, hogy a hispaniolai majom rokona volt a csuklyásmajomnak, de a későbbi vizsgálat kimutatta, hogy a konvergens evolúciónak köszönhető volt a hasonlóság.
A hispaniolai majom ősi faj lehetett.

## Fordítás
- Ez a szócikk részben vagy egészben  a   Hispaniola Monkey című angol Wikipédia-szócikk fordításán alapul.  Az eredeti cikk szerkesztőit annak laptörténete sorolja fel. Ez a jelzés csupán a megfogalmazás eredetét és a szerzői jogokat jelzi, nem szolgál a cikkben szereplő információk forrásmegjelöléseként.